# Fritz Schulz (calciatore)
Fritz Schulz (Berlino, 9 novembre 1886 – 5 marzo 1918) è stato un calciatore tedesco, di ruolo attaccante.